# Nyctemera insulana
Nyctemera insulana là một loài bướm đêm thuộc phân họ Arctiinae, họ Erebidae.